# Kuseler Bergland
Das Kuseler Bergland ist naturräumlich ein Unterraum des zum Saar-Nahe-Bergland gehörenden Nordpfälzer Berglandes. Es liegt im Westen von Rheinland-Pfalz und teilweise im Osten des Saarlandes. Namensgebend ist die Stadt Kusel.

## Geographie
Das Kuseler Bergland erstreckt sich vom Ostertal im Westen bis zum Glantal im Osten. Es ist durch den häufigen Wechsel von widerstandsfähigen Gesteinen des Perm mit leicht verwitterbaren und erodierbaren Sandsteinen und Schiefertonen geprägt, wodurch ein außerordentlich lebhaftes Relief entsteht. Bergrücken mit engen Flussdurchbrüchen und steilen Wänden wechseln mit sanfteren Hängen, Hochflächenresten und Mulden. Relativ mittig wird das Bergland vom Kuselbach durchflossen, der aus Pfeffelbach und Bledesbach gebildet wird.
Häufig finden sich in der Region Vulkanite und Konglomerate. Es kommen vor allem Porphyrite und Kuselite vor. Der Kuselit wird insbesondere in Deutschland als Bahnschotter verwendet wird, sodass hier diverse Steinbrüche gibt; der bekannteste befindet sich in Rammelsbach.
Die höchsten Erhebungen reichen an dessen Westrand bis auf fast 480 m ü.NN (bei Albessen). Die durchschnittliche Höhe der Gipfel beträgt 350 bis 420 m ü.N.N. Die Täler liegen ansonsten etwa auf einem Niveau von 250 bis 300 m ü.NN.
Im Norden und Nordwesten ragt über dem Kuseler Bergland die markante Randstufe der Baumholder Platte auf; im Süden grenzt es an die Kaiserslauterer Senke. Westlich wird es von den Osterhöhen und dem Höcherbergmassiv eingerahmt. Im Höcherbergmassiv verläuft die Wasserscheide zwischen Glan und Blies.

## Landschaft
In der Mosaiklandschaft des Kuseler Berglandes findet man häufig Offenland, das sich sowohl entlang der Täler erstreckt als auch über Hänge und Kuppen reicht und damit die dort befindlichen Wälder in ein Biotopverbundsystem einbindet. Etwa ein Viertel des Berglandes bewaldet, wobei Laubwaldüberwiegt. Nicht selten gibt es hier Niederwälder. Darüber hinaus stechen die Trockenwälder an Steilhängen bei Ulmet, Haschbach am Remigiusberg und Thallichtenberg hervor.
Charakteristisch für die landwirtschaftliche Nutzung des Kuseler Berglandes sind die verbreiteten Streuobstwiesen, die insbesondere die Hänge im Umfeld der Ortschaften prägen. Stellenweise sind auch extensive Nutzungsweisen stark vertreten, insbesondere im Umfeld von Kusel, Haschbach am Glan, sowie im Raum um Altenkirchen (Pfalz) und Dittweiler.
Vergleichsweise häufig lassen sich auch Feuchtwiesen finden. Man findet sie vor allem im Oberen Glantal, sowie in Kohlbach- und Schellbachtal. Im Randbereich bei Oberalben liegen nahe des Truppenübungsplatzes Baumholder auch besonders großflächige magere Wiesenbestände mit Übergängen zu Feuchtwiesen und Halbtrockenrasen vor.

## Fauna und Flora
Die Laubwälder des Kuseler Berglandes sind vor allem durch Eichen- und Hainbuchewälder geprägt. Es kommen jedoch auch verschiedene Waldgesellschaften aus Rotbuchen und Birken vor, sowie vereinzelt Eschen und Ahorn. Durch die forstwirtschaftliche Nutzung sind auch Nadelwälder häufig vertreten. Auf den Feuchtwiesen wachsen Perlgräser und Seggen. Auf den Feldern in den Tälern werden vor allem Weizen, Hafer und Roggen, sowie Kartoffeln und Klee angebaut.
In den Wäldern kommen vor allem diverse Vogelarten, sowie Wildschwein und Damwild vor.

## Schutzgebiete
Rund zehn Prozent des Kuselander Berglandes steht unter Naturschutz. Dabei verteilen sich die prozentualen Anteil auf die verschiedenen Schutzgebietstypen wie folgt:
| Gebietstyp                  | Anteil in % |
| --------------------------- | ----------- |
| FFH-Gebiete                 | 3,45        |
| Vogelschutzgebiete          | 2,59        |
| sonstige Naturschutzgebiete | 2,59        |

Ein Nationalpark besteht im Kuseler Bergland nicht.

## Wirtschaft und Infrastruktur

### Wirtschaft
Historisch war die Region neben dem Steinabbau auch durch Textilindustrie und aufgrund der Nähe zum Saarland auch durch Eisenverhüttung geprägt. Heute bestehen nur kleinere Unternehmen und es bestehen große Pendlerbeziehungen Richtung Kaiserslautern und in die Vorderpfalz.

### Verkehr
Kusel ist über die Steinbahn an die Bahnstrecke Mannheim–Saarbrücken bei Landstuhl angebunden. Früher bestanden auch Verbindungen durch das Gebiet mittels der Westrichbahn nach Türkismühle und der Glantalbahn in Richtung Homburg und Bad Sobernheim. Eine teilweise Reaktivierung der Glantalbahn ist immer wieder im Gespräch.
Die wichtigsten Fernstraßen im Gebiet sind die Bundesstraßen B420 und B423. Westlich wird es zudem von der A62 tangiert.

### Tourismus
Die Region ist vor allem durch den Tourismus geprägt. Aufgrund seiner Verbundenheit mit dem Westpfälzer Wandermusikantentum wird sie hier als Kuseler Musikantenland vermarktet. Beliebte Reiseziele sind auch die Remigiusburg und Burg Lichtenberg, sowie die Stadtzentren von Kusel und Meisenheim. Auf der Burg Lichtenberg befinden sich eine Jugendherberge und diverse Museum, darunter das Urweltmuseum Geoskop, das über die Gesteine und Erdgeschichte der Region informiert. Teile der ehemaligen Glantalbahn und auf der abgebauten Westrichbahn wurde in einen Radweg umgewidmet.